# Comuna de Leszno
Leszno (polaco: Gmina Leszno) é uma gminy (comuna) na Polónia, na voivodia de Mazóvia e no condado de Warszawski zachodni. A sede do condado é a cidade de Leszno.
De acordo com os censos de 2004, a comuna tem 8567 habitantes, com uma densidade 68,5 hab/km².

## Área
Estende-se por uma área de 125,03 km², incluindo:
- área agricola: 51%
- área florestal: 40%

## Demografia
Dados de 30 de Junho 2004:
|                      | Total   | Total | Mulheres | Mulheres | Homens  | Homens |
| -------------------- | ------- | ----- | -------- | -------- | ------- | ------ |
|                      | pessoas | %     | pessoas  | %        | pessoas | %      |
| População            | 8567    | 100   | 4418     | 51,6     | 4149    | 48,4   |
| Densidade (pop./km²) | 68,5    | 100   | 35,3     | 35,3     | 33,2    | 33,2   |

De acordo com dados de 2002, o rendimento médio per capita ascendia a 1320,7 zł.

## Subdivisões
- Czarnów, Feliksów, Gawartowa Wola, Grądy, Kępiaste, Korfowe, Łubiec, Marianów, Plewniak, Powązki, Roztoka, Szadkówek, Trzciniec-Stelmachowo, Walentów, Wąsy-Kolonia, Wąsy-Wieś, Wiktorów, Wilkowa Wieś, Wólka, Wyględy, Zaborów, Zaborówek.

## Comunas vizinhas
- Błonie, Czosnów, Izabelin, Kampinos, Leoncin, Ożarów Mazowiecki, Stare Babice, Teresin